# Roger Ducos
Pierre-Roger Ducos (Dax, 25 luglio 1747 – Ulma, 16 marzo 1816) è stato un politico francese del periodo della Rivoluzione.

## Biografia
Era il figlio di Philibert Ducos (1713-1771), notaio, e di Jeanne-Marie Leclercq (1716-1775). Suo fratello Nicolas (1756-1823), era generale d'armata e insignito del titolo di barone.
Ducos studiò diritto a Tolosa e contribuì alla redazione dei cahier de doléances della città di Dax, prossima al suo villaggio natale. Fu eletto procuratore della Comune di Dax e giudice di Pace. Eletto alla Convenzione nazionale per il dipartimento di Landes, votò a favore dell'esecuzione capitale di Luigi XVI (20 gennaio 1793). Nel 1793 e nel 1794 compì numerose ed importanti missioni nel nord della Francia sconvolta dalla guerra.
Rieletto al Consiglio degli Anziani nel 1795 e nel 1798 (quest'ultima elezione fu annullata a seguito del colpo di Stato del 30 pratile dell'anno VII (18 giugno 1799), fu nominato Direttore con l'appoggio di Paul Barras. Diventato amico di Emmanuel Joseph Sieyès, partecipò con lui al colpo di Stato del 18 brumaio dell'anno VIII (9 novembre 1799).
Nominato console provvisorio con Bonaparte e con Seyès, quando il consolato ebbe la sua formazione definitiva e lui e Seyès furono sostituiti da Jean-Jacques-Régis de Cambacérès et Charles-François Lebrun, fu nominato senatore divenendo al contempo vicepresidente del senato.
Nel 1808 fu fatto Conte dell'Impero, ciò nondimeno nel 1814 votò per la deposizione di Napoleone I. Nel 1816, con la restaurazione, fu cacciato in esilio come regicida e si trasferì in Germania, ove morì in un incidente di viaggio, trovando sepoltura nel Cimitero di San Michele, ad Ulma.
Era fratello di Nicolas Ducos, generale e barone dell'Impero.